# NGC 2934
NGC 2934 é uma galáxia  localizada na direcção da constelação de Leo. Possui uma declinação de +17° 03' 18" e uma ascensão recta de 9 horas, 37 minutos e 55,1 segundos.
A galáxia NGC 2934 foi descoberta em 2 de Abril de 1865 por Albert Marth.